# Wspólnota administracyjna Steingaden
Wspólnota administracyjna Steingaden – wspólnota administracyjna (niem. Verwaltungsgemeinschaft) w Niemczech, w kraju związkowym Bawaria, w rejencji Górna Bawaria, w regionie Oberland, w powiecie Weilheim-Schongau. Siedziba wspólnoty znajduje się w miejscowości Steingaden. Powstała 1 maja 1978 w wyniku reformy administracyjnej.
Wspólnota administracyjna zrzesza trzy gminy wiejskie (Gemeinde): 
- Prem, 884 mieszkańców, 15,91 km²
- Steingaden, 2 760 mieszkańców, 64,09 km²
- Wildsteig, 1 278 mieszkańców, 47,73 km²